# Beethoven (filme)
Beethoven (bra: Beethoven, o Magnífico; prt: Beethoven) é um filme estadunidense de 1992, do gênero comédia dramática, dirigido por Brian Levant, com roteiro de John Hughes e Amy Holden Jones.
Primeiro da franquia Beethoven, o filme conta a história de um cão são-bernardo da família Newton. Joseph Gordon-Levitt estreia no cinema como o primeiro aluno.

## Sinopse
Para preencher seu vazio, a família Newton resolve adotar um filhote de são-bernardo, que trará muitas alegrias mas também muitos problemas aos Newton. Enquanto isso, um veterinário local está de olho em Beethoven para vendê-lo a um laboratório de experimentos científicos.

## Elenco
- Charles Grodin como George Newton
- Bonnie Hunt como Alice Newton
- Dean Jones como Dr. Herman Varnick
- Nicholle Tom como Ryce Newton
- Christopher Castile como Ted Newton
- Sarah Rose Karr como Emily Newton
- Oliver Platt como Harvey
- Stanley Tucci como Vernon
- David Duchovny como Brad
- Patricia Heaton como Brie
- Laurel Cronin como Devonia Peet
- Nancy Fish como Sra. Grundel
- Joseph Gordon-Levitt como Estudante
- Melora Walters como dona do pet-shop

## Recepção
O filme arrecadou US$ 57 milhões na América do Norte e US$ 90 milhões em outros territórios, para um total de US$ 147,2 milhões mundialmente.
O filme recebeu críticas mistas a negativas dos críticos. Baseado em 26 comentários recolhidos pelo Rotten Tomatoes, ele tem uma classificação geral de aprovação dos críticos de 31%, com uma pontuação média de 4.7/10. Roger Ebert do Chicago Sun Times deu ao filme duas estrelas e meia em cada quatro, escrevendo em sua resenha, "este não é o tipo de entretenimento que eu vasculhar as páginas de filme para, esperando desesperadamente para um novo filme sobre um cão bonito. também não acho nada de particularmente novo em "Beethoven", apesar de eu admitir que os cineastas garantiram um cão admirável para o papel-título, e que Charles Grodin, que quase sempre é divertido, tem diversão que pode ser interpretar o pai mal-humorado." apesar das críticas negativas, o filme foi um sucesso de bilheteria.

## Música
| N.º            | Título                                                                              | Artista        | Duração |  |
| 1.             | "Opening"                                                                           | Randy Edelman  | 4:20    |  |
| 2.             | "Discovering the Neighbouhood"                                                      | Randy Edelman  | 2:24    |  |
| 3.             | "Ciao, Baby"                                                                        | Randy Edelman  | 0:40    |  |
| 4.             | "Ted and the Bullies"                                                               | Randy Edelman  | 2:36    |  |
| 5.             | "Beethoven to the Rescue"                                                           | Randy Edelman  | 2:10    |  |
| 6.             | "A Stroll Through Town"                                                             | Randy Edelman  | 1:41    |  |
| 7.             | "Puppy Snatchers"                                                                   | Randy Edelman  | 3:01    |  |
| 8.             | "The Dog Has to Go"                                                                 | Randy Edelman  | 2:03    |  |
| 9.             | "Table Spin"                                                                        | Randy Edelman  | 0:49    |  |
| 10.            | "Sparkie's Chase"                                                                   | Randy Edelman  | 1:53    |  |
| 11.            | "George Gets Turned On"                                                             | Randy Edelman  | 1:29    |  |
| 12.            | "Family In Pursuit"                                                                 | Randy Edelman  | 1:38    |  |
| 13.            | "The Break-In"                                                                      | Randy Edelman  | 1:51    |  |
| 14.            | "Our Heroes"                                                                        | Randy Edelman  | 2:19    |  |
| 15.            | "The Dogs Let Loose"                                                                | Randy Edelman  | 1:25    |  |
| 16.            | "A Sad Return"                                                                      | Randy Edelman  | 2:19    |  |
| 17.            | "Ryce's Theme"                                                                      | Randy Edelman  | 1:30    |  |
| 18.            | "Roll over Beethoven (performed by Paul Shaffer and A Banda Mais Perigosa do Mundo" | Randy Edelman  | 4:43    |  |
| Duração total: | Duração total:                                                                      | Duração total: | 38:51   |  |